# Ligne Düsseldorf – Elberfeld

La ligne Düsseldorf - Elberfeld, (en allemand : Bahnstrecke Düsseldorf-Elberfeld), est une ligne de chemin de fer située en Allemagne de 27 km reliant Wuppertal, Erkrath et Düsseldorf.

## Historique
La ligne Düsseldorf – Elberfeld a été construite de 1838 à 1841 par la Compagnie du chemin de fer de Düsseldorf à Elberfeld (de) (DEE).

## Rampe entre Erkrath et Hochdahl
La ligne atteint un taux de 33,3 ‰ et grimpe de 82 m en 2,5 km.

## Gares traversées
- Wuppertal Hbf
- Erkrath Bf (seulement par le S-Bahn)
- Düsseldorf Hbf